# Helen Parrish
Helen Parrish (Columbus, 12 marzo 1923 – Hollywood, 22 febbraio 1959) è stata un'attrice statunitense, nota soprattutto per i suoi ruoli di attrice bambina negli anni trenta.

## Biografia
Figlia di Remer Gordon e dell'attrice di teatro Laura Reese Parrish (1887-1977), Helen nacque a Columbus (Georgia) nel 1923. Due anni dopo la famiglia si trasferì in California ed Helen ebbe l'opportunità di esordire nel cinema già a soli quattro anni, nel film Babe Comes Home (1927). Nella sua carriera cinematografica, svoltasi soprattutto negli anni Trenta, interpretò in particolare parti di bambina e di adolescente. Particolarmente riuscito fu il suo sodalizio con Deanna Durbin, della quale recitò in diversi film una sorta di saccente "rivale". Successivamente, ebbe un declino e alternò il cinema con la televisione. Il suo ultimo film fu The Wolf Hunters (1949).
Il fratello Robert fu regista e attore, la sorella Beverly (1919-1930) recitò in un unico film e morì ad appena undici anni. Anche Helen Parrish, malata di cancro, morì prematuramente, a soli 36 anni. Aveva sposato nel 1942 il direttore della fotografia Charles Lang, dal quale ebbe due figli, e nel 1957 il produttore televisivo John Guedel. È sepolta nell'Hollywood Forever Cemetery.

## Filmografia

### Cinema

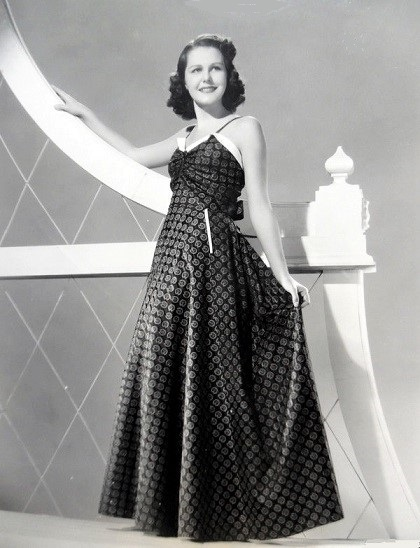
Helen Parrish nel film Le tre ragazze in gamba crescono.

- Babe Comes Home, regia di Ted Wilde (1927)
- Smith's Holiday, regia di Alf Goulding - cortometraggio (1928)
- The Chicken, regia di Phil Whitman - cortometraggio (1928)
- Baby's Birthday, regia di Phil Whitman - cortometraggio (1929)
- The Valiant, regia di William K. Howard (1929)
- Words and Music, regia di James Tinling (1929)
- His First Command, regia di Gregory La Cava (1929)
- Il grande sentiero (The Big Trail), regia di Raoul Walsh (1930)
- Beau Ideal, regia di Herbert Brenon (1931)
- I pionieri del West (Cimarron), regia di Wesley Ruggles (1931)
- Nemico pubblico  (The Public Enemy), regia di William A. Wellman (1931)
- Il richiamo dei figli (Seed), regia di John M. Stahl (1931)
- X Marks the Spot, regia di Erle C. Kenton (1931)
- Proibito (Forbidden), regia di Frank Capra  (1932)
- When a Feller Needs a Friend, regia di Harry A. Pollard (1932)
- Goldie Gets Along, regia di Malcolm St. Clair (1933)
- Risveglio di un popolo (Song of the Eagle), regia di Ralph Murphy (1933)
- Broadway to Hollywood, regia di Willard Mack (1933)
- There's Always Tomorrow, regia di Edward Sloman (1934)
- Mystery of Edwin Drood, regia di Stuart Walker (1934)
- Straight from the Heart, regia di Scott R. Beal (1935)
- A Dog of Flanders, regia di Edward Sloman (1935)
- Make Way for a Lady, regia di David Burton (1936)
- Primavera (Maytime), regia di Robert Z. Leonard (1937)
- Pazza per la musica (Mad About Music), regia di Norman Taurog (1938)
- Little Tough Guy, regia di Harold Young (1938)
- Lo stravagante dottor Mischa (Little Tough Guys in Society), regia di Erle C. Kenton (1938)
- Le tre ragazze in gamba crescono (Three Smart Girls Grow Up), regia di Henry Koster (1939)
- La reginetta delle nevi (Winter Carnival), regia di Charles Reisner (1939)
- Il primo bacio (First Love), regia di Henry Koster (1939)
- I'm Nobody's Sweetheart Now, regia di Arthur Lubin (1940)
- You'll Find Out, regia di David Butler (1940)
- Where Did You Get That Girl?, regia di Arthur Lubin (1941)
- Six Lessons from Madame La Zonga, regia di John Rawlins (1941)
- Too Many Blondes, regia di Thornton Freeland (1941)
- La prima è stata Eva (It Started with Eve), regia di Henry Koster (1941)
- Doin' the Town, regia di Larry Ceballos (1941) - cortometraggio
- I dominatori (In Old California), regia di William C. McGann (1942)
- Tough As They Come, regia di William Nigh (1942)
- Tutti baciarono la sposa (They All Kissed the Bride), regia di Alexander Hall (1942)
- Sunset Serenade, regia di Joseph Kane (1942)
- Overland Mail, regia di Ford Beebe e John Rawlins (1942)
- X Marks the Spot, regia di George Sherman (1942)
- Cinderella Swings It, regia di Christy Cabanne (1943)
- La taverna delle stelle (Stage Door Canteen), regia di Frank Borzage (1943)
- Mystery of the 13th Guest, regia di William Beaudine (1943)
- Quick on the Trigger, regia di Ray Nazarro (1948)
- Trouble Makers, regia di Reginald Le Borg (1948)
- The Wolf Hunters, regia di Budd Boetticher (1949)

### Televisione
- TV Reader's Digest – serie TV, episodio 2x07 (1955)
- Celebrity Playhouse – serie TV, episodio 1x39 (1956)